# Японська окупаційна бірманська рупія
Японська окупаційна бірманська рупія (рупія японського уряду) (англ. Rupee) - окупаційна валюта, що випускалася в 1942-1945 роках Японською імперією для використання на окупованій в роки Другої світової війни території Бірми.
У січні 1942 року японці вторглися в Бірму. 21 травня 1942 був узятий Мандалай, і англійці евакуювалися в Індію.
31 січня 1942 року японський окупаційний долар оголошений законним платіжним засобом на території Бірми. 1 травня того ж року розпочато випуск окупаційних банкнот в рупіях, при цьому окупаційний долар продовжував перебувати в обігу. Для використання на території Бірми японці випустили купюри номіналом 1, 5 і 10 центів, а також ¼, ½, 1, 5, 10 і 100 рупій. Серія цих купюр починалася з літери «B» (Бірма), на всіх купюрах - напис англійською - «The Japanese Government».
Декретом окупаційної влади від 15 березня 1943 року було підтверджено, що довоєнна бірманська рупія залишається законним платіжним засобом платежу в Бірмі, встановлювалося співвідношення: 4 бірманські рупії = 1 військова рупія.
У 1943 році було проголошено маріонеткова Держава Бірма, уряд якої в тому ж році розпочав випуск власних банкнот, які оберталися паралельно з довоєнними випусками в бірманських рупіях і японськими окупаційними рупіями і доларами.
В результаті емісії грошова маса в обігу за роки війни збільшилася в 44 рази.
Союзники повернулися до Бірми до кінця війни, і 1 травня 1945 року британська влада оголосили японські окупаційні гроші недійсними. Повністю територія Бірми була очищена від японських військ тільки після капітуляції Японії в серпні 1945 року.